# Французский тестон
Французский тестон (фр. un teston) — старинная французская серебряная монета, чеканившаяся по указу Людовика XII от 6 апреля 1514 и последующему указу Франциска I от 1540 года. Самая первая среди тяжёлых серебряных монет Франции и первая французская монета с реальным изображением короля.

## История
Французский тестон начал чеканиться — как подражение итальянскому тестону — во Франции при Людовике XII (годы правления 1498—1515). Королевский портрет изображался на аверсе, на реверсе помещался королевский гербовый щит с лилиями.
После Людовика чеканился также при Франциске I (1515—1547), Генрихе II (1547—1559), Карле IX (1560—1574) и Генрихе III (1574—1589), который принял решение о выпуске крупной серебряной монеты, приравненной к золотому экю. 

Из-за порчи монеты её чеканка в 1577 году была прекращена, однако продолжили чеканку серебряных монет 1/4 и 1/8 экю, затем их сменила другая большая монета — серебряный франк.